# Mola (gènere)
Mola és un gènere de peix actinopterigi tetraodontiforme de la família dels mòlids. Les espècies que pertanyen a aquest gènere viuen en aigües temperades d'arreu del món, i arriben a grans mides.